# چارلز ال. ریسون
چارلز لویس ریسون (Charles Lewis Reason) (۱۸۱۸–۱۶ اوت ۱۸۹۳) ریاضی‌دان، زبان‌شناس و آموزگار آمریکایی بود. او اولین استاد سیاهپوست کالج در ایالات متحده بود که در «کالج مرکزی نیویورک، مک گراویل» تدریس می‌کرد.

## اوان زندگی و تحصیلات
چارلز لویس ریسون در شهر نیویورک متولد شد. او یکی از سه پسر «میشل و الیزابت (ملویل) ریسون» بود که هر دو از آزادگان رنگین‌پوست محسوب می‌شدند (شهرت آن‌ها در اصل ریسون بود).
میشل و الیزابت به ترتیب اهل گوادلوپ و «سنت-دومینگ» بودند. در سال ۱۷۹۳، پس از اولین سال‌های انقلاب هائیتی، به عنوان پناهنده مهاجرت کردند. برادران او، «الور دبلیو و پاتریک اچ ریسون» نام داشتند و از رهبران محسوب می‌شدند. خواهر بزرگترشان، پولیکارپ، در سن چهار سالگی در سال ۱۸۱۸ درگذشت.
چارلز همراه دو تن از برادرانش به مدرسه آزاد آفریقایی در نیویورک رفتند. از جمله همکلاسیانشان «هنری هایلند گارنت»، «جورج تی داونینگ» و «ایرا آلدریج» بودند. از آن‌جایی که چارلز در کودکی از نوابغ ریاضیات بود، در سن چهارده سالگی شروع به تدریس در مدرسه کرد. او در سال ۱۸۳۵ در آکادمی کوته عمر نویز در کینن، نیوهمپشایر شرکت کرد. سپس در سال ۱۸۴۹، چارلز یکی از اعضای هیئت علمی شد و برای افتتاح در کالج مرکزی نیویورک سخنرانی نمود. این کالج یک مؤسسه یکپارچه بود که توسط اعضای انجمن مأموریت آزاد تعمیددهنده آمریکا در مک گراو، نیویورک تأسیس شد (که در آن زمان مک گراویل نامیده می‌شد، نباید با مک گراویل فعلی اشتباه شود).
از او به عنوان فردی «فرهیخته و نابغه، 'با چهرهٔ بسیار روشن، موهای مجعد مشکی مقبول و سبیل‌های پرپشت' یاد شده‌است. او خیلی راحت با یک آنگلوساکسون اشتباه گرفته می‌شد». توصیف دیگری می‌گوید که او «یکی از باوقارترین آقایان از نژاد رنگین‌پوستان در این شهر (نیویورک) است».

## حرفه
اولین شغل ریسون به عنوان یک معلم، در دهه ۱۸۳۰ در «مدرسه کویکر در خیابان لورن» بود.
ریسون به همراه «چارلز بنت ری»، انجمنی را در نیویورک برای ترویج آموزش میان کودکان رنگین‌پوست در سال ۱۸۴۷ تأسیس کرد. دو سال بعد، او به عنوان استاد نوشتار شیوا به زبان‌های یونانی، لاتین و فرانسوی در کالج مرکزی نیویورک، مک‌گراویل منصوب شد و همزمان به عنوان پروفسور، به تدریس ریاضیات نیز مشغول بود. کالج مرکزی اولین کالجی بود که از روز افتتاحیه به تکمیل نیروی انسانی پرداخت و ریسون را به عنوان یکی از واجد شرایط‌ترین متقاضیان استخدام کرد؛ لذا ریسون هم اولین استاد سیاهپوست بود و هم اولین معلم سیساهی بود که دانشجویان سفیدپوست در ایالات متحده داشت. او در مطبوعات به عنوان «مردی موفق و جذاب و … یک پژوهشگر خوب و پخته، … بسیار معروف با دانش آموزان و شهروندی مک‌گراویل» توصیف شد.
ریسون در سال ۱۸۵۲ این سمت را ترک کرد تا مدیر مؤسسه کویکر جوانان رنگین‌پوست در فیلادلفیا (بعداً دانشگاه چی‌نی پنسیلوانیا) شود و تا سال ۱۸۵۶ در این منصب ماند. ریسون در طول مدت خدمت خود، تعداد دانشجویان را از شش تن به ۱۱۸ تن افزایش داد. او علاقه‌مند به تدریس ریاضیات و علوم در این مؤسسه بود، اما به تدریج به آموزش سایر رشته‌ها، به ویژه زبان‌ها روی آورد. دانشجویان سال آخر انتظار داشتند که نمرات آن‌ها در پرتیراژترین روزنامه جوامع سیاهپوست ایالات متحده ظاهر شود: کریسچن رکوردر AME. معمولاً نیمی از دانشجویان موفق به فارغ‌التحصیلی نمی‌شدند. اگرچه مطالب آموزشی و امتحانات دشوار بودند، اما والدین تمام تلاش خود را برای ثبت نام کردن فرزندانشان به کار می‌بردند.
ریسون به نیویورک، به جایی که برای چندین دهه در زمینه آموزش عامه به عنوان معلم، مدیر و اصلاح‌طلب خدمت کرده بود، بازگشت. وی مدیر مدرسه گرامر رنگین‌پوستان واقع در خیابان ۴۱ بلاک ۲ بود. ریسون در این مدت برای لغو برده‌داری و تبعیض نژادی بسیار تلاش کرد. وی نماینده کنوانسیون کارگران رنگین‌پوست بود که در سال ۱۸۷۰ در ساراتوگا اسپرینگز، نیویورک برگزار شد. ریسون برای تصویب قانون ۱۸۷۳ در راستای ادغام مدارس دولتی نیویورک با موفقیت جلب آرا کرد. با این وجود او در سال ۱۸۷۶ رئیس مدارس دولتی رنگین‌پوستان شهر نیویورک شد. ریسون در بسیاری از گروه‌های اجتماعی، به لحاظ سیاسی فعال بود. او نامزد کالج انتخاباتی در انتخابات ریاست‌جمهوری سال ۱۸۸۴ بود که در حال حاضر یک موقعیت مهم سیاسی، در بلیط جمهوری‌خواهان محسوب می‌شود.
در سال ۱۸۷۸ او صاحب یک خانه با نمای بیرونی از جنس سنگ ماسه‌ای قهوه‌ای در خیابان ۵۳، ۲۴۲ شرقی بود. این خانه مملو از کتاب بود. از او به عنوان "مردی که بسیار می‌خواند و به چندین زبان صحبت می‌کرد، یاد می‌شود… گفته می‌شود که ثروت او ۶۰۰۰۰ دلار ارزش داشت (معادل ۱٬۶۰۹٬۰۳۴ دلار در سال 2020).
پس از تفکیک نژادی مدارس دولتی در شهر نیویورک، او مدیر مدرسه گرامر واقع در خیابان ۴۲، غربی ۲۵۲، بلاک ۸۰ شد. اگرچه ریسن دو سکته مغزی (یکی در سال ۱۸۸۵ و دیگری در سال ۱۸۹۰) داشت که موجب ناتوانی جسمی او شد، اما وی تا زمان بازنشستگی، حدود پنج ماه قبل از مرگش، به کار خود ادامه داد.
ریسون شاعر هم بود. او هم‌چنین در دهه ۱۸۳۰ به انتشار مجله آمریکایی رنگین‌پوست کمک کرد و در دهه ۱۸۴۰ جزو یکی از رهبران انجمن فونیکس شهر نیویورک بود. او شعر «آزادی» را نوشت و در آن از «توماس کلارکسون»، طرف‌دار الغای بردگی اهل بریتانیا تجلیل کرد. این شعر در زندگی‌نامه کلارکسون که در سال ۱۸۴۹ توسط الکساندر کرامل منتشر شد، آمده‌است.

## ازدواج و خانواده
معلومات زیادی در مورد زندگی شخصی ریسون در دست نیست، اما گفته می‌شود که او سه بار ازدواج کرده و همسرانش را از دست داده‌است. سومین و آخرین همسر او کلوریس (دوپلسیس) استیو (۱۸۱۹–۱۸۸۴) بود که در ۱۷ ژوئیه ۱۸۵۵ در شهر نیویورک با او عروسی کرد. آن‌ها هیچ فرزندی نداشتند. اما ریسون از ازدواج قبلی خود با جان لوسین استیو (۱۸۰۹–۱۸۵۲)، شیرینی‌پز، رستورانت‌دار و تهیه‌کننده غذای فرانسوی در شهر نیویورک، صاحب یک دختر شد.
ریسون دوبار سکته مغزی کرد که پس از یک دوره نقاهت (حالت ضعف و ناتوانی پس از برخاستن از بیماری)، مجبور شد با کالسکه سر کار برود، زیرا دیگر قادر به راه رفتن نبود. وی پنج ماه قبل از مرگش بازنشسته شد و سرانجام در سال ۱۸۹۳ در خانه خود واقع در خیابان ۵۳ شهر نیویورک درگذشت. علت مرگ او «بیماری برایت» (التهاب غیرچرکی کلیه) اعلام شد. دارایی او ۳۰۰۰۰ دلار تخمین زده شد.

## ارجاعات
1. 1 2  John H. McLendon III, "Charles L. Reason", Black Past, 2007-2011, accessed 26 February 2011
2. ↑  Donaldson, James (1988–1989). A Century of Mathematics in America. Providence, R.I.: American Mathematical Society. pp. 450–451. ISBN 0-8218-0136-8. OCLC 18191729.
3. ↑  Dorothy B. Porter, "Patrick H. Reason", Dictionary of American Negro Biography, edited by Rayford W. Logan and Michael R. Winston, 1982
4. ↑  "Reason, Patrick Henry (1817–1898) - Artistic Value, Chronology" بایگانی‌شده  در ۲۰۱۱-۰۷-۲۶ توسط Wayback Machine, JRank, accessed 26 February 2011
5. ↑  Simmons, William J. , and Henry McNeal Turner. Men of Mark: Eminent, Progressive and Rising. GM Rewell & Company, 1887. p657
6. ↑  Williams, Scott (2001-07-01). "Charles L. Reason, an African American Mathematician in 1850". Mathematicians of the African Diaspora. Archived from the original on 2021-04-23. Retrieved 2021-06-21.
7. 1 2 3  Scott W. Williams, "Charles L. Reason, an African American Mathematician in 1850", Mathematicians of the African Diaspora Website, State University of New York, Buffalo, 2006, accessed 26 February 2011
8. ↑  "Biography of the Rich Colored Folks of New York". New York World. August 8, 1865. Included in (Parks 2017b، part 2).
9. 1 2  New York World. December 10, 1878. {{cite news}}: Missing or empty |title= (help) Included in (Parks 2017b، part 2).
10. ↑  "Charles L. Reason dead". New York Herald. August 19, 1883. Included in (Parks 2017a، part 2).
11. ↑  Crouch, Henry G. (March 12, 1850). "Promiscuous—Central College, at McGrawville". Cortland Democrat. Reprinted in the Cortland County Express. Included in (Parks 2017a، part 3, p. 3).
12. ↑  Biddle, Daniel R.; Murray Dubin (2010). Tasting Freedom: Octavius Catto and the Battle for Equality in Civil War America. Philadelphia: Temple University Press. pp. 157–8. ISBN 978-1-59213-465-6. OCLC 473123281.
13. ↑  "The Colored Labor Convention". New York Herald. August 24, 1870. p. 10.
14. ↑  "Personal mention". Saratoga Springs Daily Saratogian (Saratoga Springs, New York). August 11, 1876. p. 3 – via newspaperarchive.com.
15. ↑  "Tuesday, November 4, election of Grover Cleveland". Brooklyn Daily Eagle (Brooklyn, New York). November 2, 1884. p. 22 – via newspaperarchive.com.
16. 1 2 3  "OBITUARY. Prof. Charles A. [sic] Reason". The New York Times. August 18, 1893. p. 2.
17. ↑  Joan R. Sherman, Invisible Poets: Afro-Americans of the Nineteenth Century, 2d ed. (1989), pp. 27-32
18. ↑  1850 Federal Census, Fifth Ward, City of New York, p. 458